# سد هواچون
سد هواچون (به لاتین: Hwacheon Dam) یک سد وزنی در کره جنوبی است که در شهرستان هواچون واقع شده‌است.